# تویسک
تویسک (به هلندی: Twisk) یک منطقهٔ مسکونی در هلند است که در میدم‌بلیک واقع شده‌است. تویسک c نفر جمعیت دارد.